# Manga (band)

Manga er et tyrkisk Rockband fra Ankara som er kendte for sangen We Could Be The Same fra Eurovision 2012 og kom på nr.2 plads. Bandet er også kendt for den Tyrkiske Linkin Park.